# Balázs Kiss (lutte)
Pour les articles homonymes, voir Balázs Kiss.
Balázs Kiss, né le 27 janvier 1983 à Budapest, est un lutteur gréco-romain hongrois.

## Palmarès

### Championnats du monde
- Championnats du monde de lutte 2009 :  médaille d'or en moins de 96 kg
- Championnats du monde de lutte 2013 :  médaille de bronze en moins de 96 kg
- Championnats du monde de lutte 2017 :  médaille de bronze en moins de 98 kg

### Championnats d'Europe
- Championnats d'Europe de lutte 2021 :  médaille d'argent en moins de 97 kg
- Championnats d'Europe de lutte 2018 :  médaille de bronze en moins de 97 kg
- Championnats d'Europe de lutte 2017 :  médaille de bronze en moins de 98 kg
- Championnats d'Europe de lutte 2007 :  médaille de bronze en moins de 96 kg